# Wiktory 1996
Nagrody Wiktorów za 1996 rok

## Lista laureatów
- Grzegorz  Kołodko
- Leszek  Balcerowicz
- Tomasz  Lis
- Zbigniew  Zamachowski
- Justyna Steczkowska
- Hanna Smoktunowicz
- Jacek Fedorowicz
- Renata Mauer
- Krzysztof Ibisz
- Super Wiktory:
  - Mariusz Walter
  - Bogusław Kaczyński
  - Adam Hanuszkiewicz
  - Nina Terentiew
  - Piotr Fronczewski